# Pokrajina Ferrara
Pokrajina Ferrara (v italijanskem izvirniku Provincia di Ferrara, izg. Provinča di Ferrara) je ena od devetih pokrajin, ki sestavljajo italijansko deželo Emilija - Romanja. Meji na severu z deželama Benečija in Lombardija, na vzhodu z Jadranskim morjem, na jugu s pokrajinama Bologna in Ravena ter na zahodu s pokrajino Modena.

## Večje občine
Glavno mesto je Ferrara, ostale večje občine so (podatki 31.05.2007):
| Občina            | Št. preb. |
| ----------------- | --------- |
| Ferrara           | 133.266   |
| Cento             | 33.271    |
| Comacchio         | 22.825    |
| Argenta           | 22.305    |
| Copparo           | 17.608    |
| Bondeno           | 15.538    |
| Codigoro          | 12.845    |
| Portomaggiore     | 12.163    |
| Poggio Renatico   | 8.167     |
| Mesola            | 7.320     |
| Vigarano Mainarda | 6.726     |
| Ostellato         | 6.717     |
| Sant'Agostino     | 6.361     |
| Berra             | 5.655     |

## Naravne zanimivosti
Valli di Comacchio so močvirja in mokrišča, ki zavzemajo površino preko 11.000 ha v pokrajinah Ferrara in Ravena, v središču delte reke Pad. Njihov nastanek sega v deseto stoletje, ko se je zaradi subsidence znižalo kopno med rečnimi rokavi in so se začela ustvarjati obalna močvirja. Zalita površina je tedaj dosegla okoli 73.000 ha. V šestnajstem stoletju je začelo pronicati v notranjost morje in tako se je ustvarilo ogromno slano močvirje. Na suhih točkah so si ribiči in solinarji gradili koče, ki so bile sprva iz bičevja in slame, pozneje zidane. Služile so tudi za nadzor divjega ribolova. Še v prvih letih dvajsetega stoletja je obratovalo v pokrajini okoli 70 takih hišic. Po vojnih razdejanjih in predvsem zaradi načrtnih bonifikacij, ki so izsušile večino močvirja, je ostalo le 5 ribiških in 7 nadzornih postaj.
Seznam zaščitenih področij v pokrajini:
- Krajinski park Delta del Po (Parco regionale Delta del Po)
- Naravni rezervat Sacca di Bellocchio II (Riserva naturale Sacca di Bellocchio II)
- Naravni rezervat Sacca di Gorino (Riserva naturale Dune e isole della Sacca di Gorino)
- Naravni rezervat Bassa dei Frassini - Balanzetta (Riserva naturale Bassa dei Frassini - Balanzetta)
- Naravni rezervat Bosco della Mesola (Riserva naturale Bosco della Mesola)
- Naravni rezervat Massenzatica (Riserva naturale orientata Dune fossili di Massenzatica)
- Naravni rezervat Oasi di Porto (Riserva naturale delle oasi di Porto)

## Zgodovinske zanimivosti
Leta 1598 je mesto Ferrara z vsemi posestvi prešlo pod papeško državo, kjer je ostalo (razen francoske okupacije 1796 - 1814) do leta 1859. Ob koncu osemnajstega stoletja je bilo v samem mestu 22 župnij, 465 duhovnikov, 123 cerkev, 60 samostanov. Mestna uprava ni imela seznamov prebivalstva, ker so bile uradne listine o rojstvih in smrtih (oziroma o krstnih in pogrebnih obredih) last župnij. Šole so bile v samostanih; univerzi je predsedoval nadškof, ki je edini odločal o sprejetju študentov in je tudi edini podeljeval diplome. Judje, ki jih je bilo v pokrajini okoli 2000, niso imeli vstopa v šole in niso imeli pravice do nekaterih poklicev.